# 大浦龍宇一
大浦 龍宇一（おおうら りゅういち、1968年11月17日 - ）は、日本の俳優、シンガーソングライター。身長181cm、体重66kg。（株）キャストパワー所属。（株）キョードーファクトリー業務提携。京都府京都市出身。東京都在住。

## 所属事務所経歴
- フロム・ファーストプロダクション
- 浅井企画
- キャストパワー

## 略歴
- 立命館高等学校、立命館大学経済学部卒業。
- 1994年にフジテレビのドラマ『この世の果て』のオーディションに合格して俳優デビュー。
- 1996年には『夏の午後』で歌手デビューし、スマッシュヒットとなった。以後、ドラマ、映画、舞台などで活躍する。
- 2023年4月から、東京都中央区にある、日本でいちばん歴史が深いといわれる小学校で、週2回、学習指導補助員として勤務後、別の小学校に移動して子育てサポーターをする生活を送っている[1]。

## 人物
父は元俳優の高田由紀夫、父方の祖父は俳優・歌手の高田浩吉、父方の叔母に女優の高田美和と高田瞳、父方の祖母は元女優の宏橋照子、父方の義大伯母は宝塚歌劇団で關守千鳥と名乗っていた元タカラジェンヌ（7期もしくは8期生）で女優の東榮子、母方の祖母が毛利峰子という芸能一家に育った。この件については、祖父が亡くなった際に初めて公表された。デビュー前には祖父の付き人を務めていたことがある。
2000年の誕生日に最初の結婚をしたが、2007年7月に離婚していたことが明らかになった。長男の親権は大浦が持っている。当初は妻が子供を育てていたが、2011年4月に大浦が引き取った。バラエティ番組や自らのブログ等にてシングルファーザーであることを公言し、長男とメディアに露出することも多い。2019年3月22日、フリーアナウンサー・寺田理恵子の長女でシンガーソングライターのゆりえと再婚。ゆりえは22歳年下。現在、小学校で学習指導補助員の活動もしている。

## 出演

### 映画
- 日中合作『チンパオ 陳宝的故事』（1999年） - 相沢伍長 役
- ハッピー 劇場版（1999年） - 小杉亮 役
- ほとけ（2001年） - シバ 役
- 美脚迷路（2001年） - 竹内 役
- ピカレスク 人間失格（2002年）
- ピンポン（2002年）
- 水の女（2002年）
- 極道聖戦ジハード（2002年）
- 実録・名古屋やくざ戦争 統一への道1（2003年） - 名古屋 中村警察署 少年課刑事 谷崎四郎
- チェーン（2003年） - 神田 役
- 2番目の彼女（2004年） - バーの客・サダオ 役
- 濡れた赫い糸（2005年）
- オンナゴコロ（2009年） - リリー 役
- 劇場版 仮面ライダーディケイド オールライダー対大ショッカー（2009年、東映） - 月影ノブヒコ 役
- 失恋殺人（2010年）
- ぼくが処刑される未来（2012年11月23日、東映）
- 晴れのち晴れときどき晴れ（2013年11月23日、松竹）
- 小川町セレナーデ（2014年10月4日、アイエス・フィールド）
- 劇場版 ウルトラマンギンガS 決戦!ウルトラ10勇士!!（2015年3月14日、松竹メディア事業部） - 陣野義昭 役
- KABUKI DROP（2016年）[5]
- さらば青春、されど青春。（2018年5月、日活） - 商社「康豊商事」東京本社の部長 役
- VAMP（2019年8月23日公開）
- 世界から希望が消えたなら。（2019年10月18日公開、日活） - 虎川医師
- 心霊喫茶「エクストラ」の秘密-The Real Exorcist-（2020年5月、日活）医師 小野寺 役
- 愛国女子—紅武士道（2022年2月、日活）司会者 役
- メイヘムガールズ（2022年11月25日公開、アルバトロス・フィルム） - 山﨑尚人 役[6][7]

### テレビドラマ
- この世の果て（1994年、フジテレビ） - 三島純 役
- 男嫌い（1994年、TBS） - 鮎川健一 役
- 半熟卵（1994年、フジテレビ） - 沢村透 役
- 最高の片思い（1995年、フジテレビ） - 町田元 役
- 最高の恋人（1995年、テレビ朝日） - 竹山孝夫 役
- 終らない夏（1995年、日本テレビ） - 坂井大介 役
- 元気をあげる〜救命救急医物語（1996年、NHK総合） - 北見淳之介 役
- 君と出逢ってから（1996年、TBS） - 池田義人 役
- 義務と演技（1996年、TBS） - 大倉謙次 役
- きっと誰かに逢うために（1996年、テレビ東京）
- 失楽園（1997年、日本テレビ）
- 運命の恋人（1997年、テレビ朝日） - 加賀見準 役
- 連続テレビ小説 天うらら（1998年、NHK総合） - 川嶋肇 役
- ハッピー 愛と感動の物語（1999年、テレビ東京）第1話 - 小亮 役
- ベストフレンド（1999年、テレビ朝日） - 深堀豊 役
- 恋の手裏剣（1999年、NHK名古屋放送局）
- 億万長者と結婚する方法（2000年、日本テレビ） - ゲスト
- ホワイトデーSP あなたに逢えてよかった（2002年、TBS）
- あなたには帰る家がある（2003年、BSフジ）
- さそり（2004年、BS-i） - けもの道 前中編・後編
- 土曜ワイド劇場（テレビ朝日）
  - 殺意の涯て 広域指定188号の女（2000年）
  - 元祖!混浴露天風呂連続殺人 21 五浦温泉〜那須殺生石〜（2001年）
  - 元祖!混浴露天風呂連続殺人 22 東京〜長崎〜雲仙温泉（2002年）
  - 加賀百石嫁とり殺人（2003年）
  - 山村美紗サスペンス 京都の祭りに人が死ぬ（2003年）
  - 人が殺意を抱くとき（第2回）キャリアの罠（2004年）
  - 火災調査官・紅蓮次郎 6（2006年）
  - 法医学教室の事件ファイル 24（2007年2月24日） - バレエダンサー兼バレエ教室講師
  - おとり捜査官・北見志穂 12 ニセ人妻殺人事件（2007年8月4日）
  - 西村京太郎トラベルミステリー49・日光〜鬼怒川殺人ルート（2008年4月26日） - 坂西洋一郎 役
  - 東京駅お忘れ物預り所 3 寝台特急『北陸』〜裏切りの13番ホーム!!（2009年7月11日） - 原田賢一 役
  - 終着駅シリーズ23 死差路・消えた1億円と孤独な死体!!東京タワーに交錯した女二人の復讐の結末（2009年10月10日） - 中条等 役
  - 西村京太郎サスペンス 鉄道捜査官 11 死体は遠い改札口を目指す!?（2010年4月10日） - 広田実 役
  - 西村京太郎トラベルミステリー55・寝台特急カシオペア殺人事件（2010年11月27日） - 別所透 役
  - 夏樹静子作家生活40周年記念作品 天使が消えていく（2010年10月30日） - 椿信一郎 役
  - 法医学教室の事件ファイル33・自分に復讐する女!?（2011年6月11日）
  - タクシードライバーの推理日誌30・東京〜京都?〜博多、殺人犯を追う乗客（2012年1月7日） - 河野智之 役
  - ミステリー作家六波羅一輝の推2・京都・陰陽師の殺人（2012年4月21日） - 真庭燿介 役
  - 京都南署鑑識ファイル7・京グルメ殺人事件〜最後の晩餐の謎!!（2012年7月28日） - 小嶋稔 役
  - 逆転報道の女2・ワケあり主婦キャスターが挑む同級生連続殺人!（2013年3月23日） - 十朱達也 役
  - 100の資格を持つ女7・〜信州の老舗蕎麦屋に潜入捜査!（2013年6月15日） - 堂本直彦 役
  - 広域警察5・婚活パーティに潜入捜査! 容疑者は結婚詐欺師の被害者たち（2014年10月25日） - 前田警部 役
  - 西村京太郎トラベルミステリー64・仙台・青葉の殺意（2015年8月15日） - 中島圭介 役
  - 法医学教室の事件ファイル41・愛人は二度死ぬ！女医の教え子が殺人!?現場から消えた“変身するカナリア”の謎とゴム手袋アレルギーが暴く、夫婦の秘密!!(2015年11月28日)-村越正彦 役

月曜ミステリー劇場→月曜ゴールデン→月曜名作劇場（TBS）
- - マネーコンサルタント日下部刻子の事件ファイル（2000年6月12日） - 藤崎雅彦 役
  - 早乙女千春の添乗報告書12「仙台松島湯けむりツアー殺人事件」（2002年4月1日） - 加賀美文彦 役
  - 横山秀夫サスペンス 沈黙のアリバイ（2002年7月8日） - 島津剛志 役
  - 税務調査官・窓際太郎の事件簿11（2004年2月23日） - 笈田隆志 役
  - 浅見光彦シリーズ23「藍色回廊殺人事件」（2007年3月26日） - 原沢聡 役
  - 湯けむりバスツアー 桜庭さやかの事件簿1 （2009年4月27日） - 佐野雄二 役
  - 万引きGメン・二階堂雪20「砂の絆」（2011年5月23日） - 元田裕司（桑原一夫） 役
  - 緑川警部 VS 33分の勇気（2012年12月17日） - 井上慎一 役
  - 釣り刑事5（2014年10月27日） - 一ノ瀬和人（仙道惇） 役
  - 捜査指揮官 水城さや3（2015年5月25日） - 三島恭平 役
  - 北海道警察4「密売人」（2015年9月21日） - 橋場清彦 役
  - 警視庁機動捜査隊216VIII「傷痕」（2017年9月4日） - 伊崎健吾 役
- 金曜エンタテイメント（フジテレビ）
  - 殺人美容室 超人気ヘアサロンでシャンプー待ちの女が死体に…（1998年） - 初の刑事
  - 地獄の花嫁2 ウェディングドレス殺人亡霊の復讐（2001年） - 日下卓哉 役
- 博多8m/mパラダイス（2000年、福岡放送）
- 学校の怪談 春の呪いSP 4話「おぞけ」（2000年、日本テレビ） - 小久保カズキ 役
- 恋愛中毒 第1話（2000年、テレビ朝日）
- 藤沢周平の人情しぐれ町 第10話（2001年、NHK総合） - 植木職人 信助 役
- 赤い靴死者が贈った悲しみの音色（2001年、日本テレビ）
- いなか刑事・伊原泰三の退職捜査日誌1 盗撮ビデオ殺人事件（2001年、テレビ東京）原作（公僕の鎖）
- JUDGE CAFE (2001年、BS-i）
- 爆笑問題のおバカな人々 第1話「ラッキーな男」（2002年、テレビ朝日）
- アイノウタ（2002年、BS-TBS）第10話
- オルファクトグラム（2002年、WOWOW） - 樋口武則 役
- 恋とおしゃれと男のコ（2002年、BS-TBS）
- 探偵家族（2002年、日本テレビ）第8話
- 女難記者浦上伸介特ダネ事件ファイル2長崎異人館の死線!（2002年、テレビ東京）
- 女と愛とミステリー ヤメ検弁護士・英剛直、佐渡が島殺人航路（2002年7月28日、テレビ東京） - 末野光二 役
- 太陽と雪のかけら（2002年、TBS） - 松田涼 役
- ケータイ刑事 銭形シリーズ（BS-i→BS-TBS）
  - ケータイ刑事 銭形愛 第20話「聴くと必ず死ぬレコード 〜呪いの賛美歌殺人事件〜」（2003年2月16日） - 百舌在人 役
  - ケータイ刑事 銭形命 第3話「猛スピードで移動する死体!〜競輪選手殺人事件」（2009年7月18日） - 土屋洋太郎 役
- 恋は戦い!（2003年、テレビ朝日）第1話 - ハナコの元旦那 役
- 伝説のマダム（2003年、読売テレビ） - 浅倉慎之介 役
- 火曜サスペンス劇場「弁護士・朝日岳之助19」死亡時刻の罠（2003年）（日本テレビ） - 江森孝史 役
- 真実一路（2003年、東海テレビ） - 守川義平 役
- 恋する日曜日ファーストシリーズ「色彩都市」（2003年、BS-i）
- ドリーム〜90日で1億円〜 第5話・第6話（2004年、NHK総合） - 岩淵純一 役
- ドールハウス 第10話（2004年、TBS）
- 女医・優〜青空クリニック〜（2004年、東海テレビ） - 柴田勝之 役
- 怪談新耳袋(3) 第5回 38話「ばあさんが来る」（2004年、BS-TBS）
- ペット探偵の事件簿（2004年、フジテレビ）
- 危険な童話〜絵本に隠された完全犯罪!母娘の哀しい秘密（2005年、テレビ東京）
- スパイ道〜変型〜（2005年、TBS）
- 科捜研の女（テレビ朝日）
  - 新・科捜研の女2 第1話「疑惑の女刑事！誤射それとも殺人？それは18年前の夏の夜に起こった！京都〜信楽高原を結ぶ殺意の点と線」（2005年7月14日） - 角田道弘 役
  - Season 20 第3話「世界一辛い殺人」（2020年11月5日） - 向山秀人 役
- 貞操問答（2005年、TBS） - 前川準之介 役
- 青春の門 筑豊編「第二夜」（2005年、TBS） - 恩田先生 役
- レンタル彼氏 私、男買ってます（2006年、GyaO）
- ウルトラマンメビウス 第23話「時の海鳴り」（2006年、中部日本放送） - アンヘル星人トーリ 役
- 未来創造堂（2006年、日本テレビ）
- おみやさん 第5シリーズ 第1話「時効直前!! 熟年離婚が呼ぶ二つの殺意」（2006年10月19日、テレビ朝日） - 田村和義 役
- アンナさんのおまめ 第2話「史上最大の勘違い…親友の彼は私に夢中」（2006年10月20日、テレビ朝日） - 吉野院長 役
- だめんず・うぉ〜か〜 第3話「イケメン美容師との（秘）三角関係」（2006年11月2日、テレビ朝日） - 朝倉ヒデキ 役
- 火曜ドラマゴールド（日本テレビ）
  - 箱根湯河原温泉交番、天神様の涙（2005年）
  - 隅田川の花嫁慕情（2003年）
  - 警視庁鑑識課 〈第9班〉 ミッドナイトブルー（2006年11月28日）
- 監察医・篠宮葉月 死体は語る7 見落とした解剖所見（2006年、テレビ東京）
- 密会の宿5 北鎌倉不倫同窓会殺人事件（2006年、テレビ東京）
- 現代に甦った闇の死置人 あなたの怨み晴らします（2007年1月16日、日本テレビ） - 橋本誠一 役
- H-code〜愛しき賞金稼ぎ〜（2007年、朝日放送）
- 先生道 -聴く先生- （2007年、TBSチャンネル）
- ジョシデカ!-女子刑事-（2007年10月 - 12月、TBS） - 木崎匡 役
- テレビ朝日50周年作品 松本清張 点と線（2007年11月24日・25日、テレビ朝日） - 佐山憲一 役
- 京都地検の女 第4シリーズ 最終話「さらば、鶴丸検事!! 北村刑事殉職…最後にして史上最大の危機!? 京都〜舞鶴、8年越しの殺人トリックに壊された断絶家族の絆!!」（2007年12月20日、テレビ朝日） - 前島正 役
- 女かけこみ寺 刑事・大石水穂（2008年1月9日、テレビ東京）
- 幻十郎必殺剣 第7話「皆殺しの銃弾」（2008年3月7日、テレビ東京） - 青柳徳之助 役
- H-code2nd〜私が愛した賞金稼ぎ〜（2008年3月28日・29日、朝日放送） - J 役 ※主演
- 再婚一直線!（2008年5月 - 7月、TBS） - 中西哲也 役
- ヤスコとケンジ 第3話「暴走! お見合い作戦 涙の玉子焼」（2008年7月26日、日本テレビ） - 望月 役
- 打撃天使ルリ 第6話（2008年8月29日、テレビ朝日）
- サギ師リリ子 （2009年1月 - 3月、テレビ東京） - 峯田研介 役（2009年9月24日より12月25日まで現在のLドラ枠にて再放送）
- 君のせい（2009年5月、TBS） - 市ノ瀬準 役
- 愛の劇場〜男と女はトメラレナイ〜「蝶々夫人」（2009年7月28日、NHK教育） - 箱崎一 役
- 警視庁捜査一課9係（テレビ朝日）
  - 新・警視庁捜査一課9係 season1 第4話「殺人スクープ」（2009年7月29日）  - 森脇秀樹 役
  - season8 第8話「殺人スタント」（2013年8月28日） - 影山圭太 役
- 相棒（テレビ朝日）
  - season 8 第2話「さよなら、バードランド」（2009年10月21日） - 青柳和樹 役
  - season17 最終話「新世界より」（2019年3月20日） - 八木橋健司 役
- まっつぐ〜鎌倉河岸捕物控〜（2010年4月17日 - 8月14日、NHK総合） - 由左衛門 役
- ルビコンの決断（2010年4月29日、テレビ東京） - 太田雄人 役
- 臨場 続章 第10話・第11話（2010年6月16日、23日、テレビ朝日） - 北村達彦 役
- 金曜プレステージ（フジテレビ）
  - 山村美紗サスペンス 京都・源氏物語殺人絵巻（2010年11月12日） - 北上雅夫 役
  - 死の三角地帯（2011年7月15日）
  - 検事・霞夕子（2012年6月7日） - 吉岡文平 役
  - 外科医 鳩村周五郎（2014年2月7日） - 石黒純一 役
  - 所轄刑事9（2014年8月29日） - 丸山直哉 役
- 水戸黄門 第42部 第8話「死ぬ気で生きろ! -丸岡-」（2010年11月29日、TBS） - 狩野佑之進 役
- ホンボシ〜心理特捜事件簿〜 第4話「京都殺人同窓会!! 不倫と嫉妬と復讐の関係図」（2011年2月10日、テレビ朝日） - 山村逸人 役
- ドキュメンタリードラマ 1991 雲仙・普賢岳 〜避難勧告を継続せよ〜（2011年6月4日、NHK総合） - 中田節也 役
国際ヴァージョンが2011年6月18日にNHK BSプレミアムにて放送された
- 名探偵コナン 工藤新一への挑戦状 第9話（2011年9月1日、読売テレビ） - 富士丸一雄 役
- 金曜スーパープライム 1000年後に残したい…報道映像（2011年12月23日）
「メルトダウン 〜福島第一原発 あのとき何が〜」 - 寺田学 ※再現ドラマパート
- 三毛猫ホームズの推理 第1話（2012年4月14日、日本テレビ） - 森崎智雄 役
- おトメさん（2013年1月 - 3月、テレビ朝日） - 梶原卓 役
- トラベルライター青木亜木子（2013年2月20日、テレビ東京、水曜ミステリー9） - 立花佑介 役
- 遺留捜査 第3シーズン 第2話「ルビーの指輪」（2013年4月24日、テレビ朝日） - 貝沼孝一 役
- 牙狼-GARO- 〜闇を照らす者〜 第10話（2013年6月7日、テレビ東京） - 坪井正臣 役
- 酔いどれ小籐次（2013年6月 - 9月、NHK BSプレミアム） - 水野監物 役
- Y・O・U やまびこ音楽同好会（2013年11月30日、関西テレビ）
- 歴史秘話ヒストリア（2013年12月4日、NHK総合） - 太田牛一 役
- ウルトラマンギンガS（2014年、テレビ東京） - 陣野義昭 役
- 浅草下町通交番 子連れ巡査の捜査日誌（2014年6月4日、テレビ東京、水曜ミステリー9） - 前島和也 役
- トクボウ 警察庁特殊防犯課 第10話「命を弄ぶ悪徳弁護士」（2014年6月5日、読売テレビ・日本テレビ） - 瀬野典之 役
- さすらい署長 風間昭平11 みやぎ松島湾殺人事件（2014年10月8日、テレビ東京、水曜ミステリー9） - 坂巻哲也 役
- 新・刑事吉永誠一 第6話（2014年11月21日、テレビ東京） - 夏目直樹 役
- 松本清張ミステリー時代劇 第1話「流人騒ぎ」（2015年4月7日、BSジャパン） - 軍蔵 役
- 三匹のおっさん2〜正義の味方、ふたたび!!〜 第2話「三匹のおっさん vs ストーカー男」（2015年5月1日、テレビ東京） - 黒岩丸雄 役
- ワイルド・ヒーローズ 第5話・6話・7話・8話・9話・最終話（2015年5月17日 - 、日本テレビ） - 五嶋幸雄 役
- 水曜ミステリー9 森村誠一サスペンス 刑事の証明9（2015年7月8日、テレビ東京） - 杉崎哲 役
- 信州山岳刑事 道原伝吉4（2015年10月28日、テレビ東京、水曜ミステリー9） - 関本武彦 役
- 新・旅行作家 茶屋次郎 富嶽三十六景殺人事件（2016年1月20日、テレビ東京、水曜ミステリー9） - 香坂高文 役
- 警視庁ゼロ係〜生活安全課なんでも相談室〜 FIRST SEASON 第1話「変人? 悪人? 36歳の新人刑事あらわる!」・第2話「22時の放火魔vs変人刑事! 絶体絶命!?」（2016年1月15日・22日、テレビ東京） - 南郷正敏 役
- 警視庁・捜査一課長（テレビ朝日）
  - season1 第5話「妻が空から降ってきた!? 殺害場所のない死体とワンピースの謎」（2016年5月12日） - 黒沢克夫 役
  - 正月スペシャル（2020年1月3日） - 近松靖 役
- 男と女のミステリー時代劇 第11話「上州からの客人」（2016年9月6日、BSジャパン） - 弁吉 役
- ホテル警備隊 田辺素直（2016年12月25日、テレビ東京、Xmasミステリー特別企画） - 平沼他家夫 役
- 男水! 第1話・第2話・第5話（2017年1月22日・29日・2月19日、日本テレビ） - 羽生親一朗 役
- トクチョウの女〜国税局特別調査部〜（2017年3月4日、フジテレビ） - 結崎俊介 役
- 駐在刑事5（2017年） - 権藤則夫 役
- 棟居刑事シリーズ10（2017年） - 立岡啓吾 役
- 逃亡花（2018年4月 - 7月、BSジャパン） - 竹田修二 役
- 直撃!シンソウ坂上 オウム天才信者VS伝説の刑事（2018年10月4日、フジテレビ[8]） - 村井秀夫 役
- 誘拐法廷〜セブンデイズ〜（2018年10月7日、テレビ朝日） - 萬田医師 役
- 江戸前の旬 season1 第2貫「伝統の味 アナゴ」（2018年10月20日、BSテレ東） - 照井康介 役
- 日曜プライム（テレビ朝日）
  - おかしな刑事18（2018年10月21日） - 松原正次 役
  - ドラマスペシャル アガサ・クリスティ「予告殺人」（2019年4月14日） - 車井久三 役
- 刑事ゼロ 第3話「前代未聞の誘拐トリック!! 復讐の3億!? 京都の雨に消された親子愛」（2019年1月24日、テレビ朝日） - 茂木潤三 役
- 向かいのバズる家族（読売テレビ・日本テレビ） - 網野 役
  - 第6話「母オフ会…父母W不倫、あかり衝撃の過去を知る男現る」（2019年5月9日）
  - 第9話「家族解散、まさかの日常! 顔の見えない誰かとの恋?」（2019年5月30日）
  - 最終話「最終話! 家族の愛とは? 謎のアカウントの正体明らかに」（2019年6月6日）
- 特捜9 season2 第8話「食べさせる女の殺意」（2019年6月5日、テレビ朝日） - 田嶋康太 役
- 家政夫のミタゾノ 第4シリーズ 第5話「不倫隣人トラブル」（2020年7月3日、テレビ朝日） - 白井寿 役
- 刑事7人 SEASON6 第6話「逃亡者・青山新－絶体絶命、殺人容疑の仲間を救え！」（2020年9月9日、テレビ朝日） - 今野誠司 役
- 月曜プレミア8（テレビ東京）
- 当番弁護士 梶原藤子の事件ファイル2（2021年10月4日） - 菱田十三 役
- THE BAD LOSERS Season 2　レギュラー（2022年3月YouTube公開）
- 今野敏サスペンス 警視庁強行犯係・樋口顕 Season2 第一話「贖罪」（2022年7月15日、テレビ東京）木崎洋輔（誠和党衆議院議員・次期党首候補）役
- 個人差あります（2022年、フジテレビ） - 澤俊之 役
- 飴色パラドックス（2022年12月16日 - 2023年2月10日、毎日放送 他） - 編集長 役[9]
- 記憶捜査3～新宿東署事件ファイル～ 第4話（2022年11月25日、テレビ東京） - 新谷淳 役
- あなたを奪ったその日から 第4話 - 最終話 （2025年5月12日 - 6月30日、関西テレビ・フジテレビ） - 三浦勝昭 役[10]

### WEBドラマ
- デキる女は痛い女?!（2023年5月10日 ⁻ 31日、YouTube「MAPUTI official」） - 望月幸太郎 役[11]
- 外湯巡りミステリー「道後ストリップ嬢連続殺人」（2024年9月13日公開、YouTube「フィルムエストTV」[注 2]）

### Vシネマ
- 極道ジハード 〜聖戦〜（2001年）- シジン 役
- 麻雀群狼記 ゴロ（2011年）- 窪田弘基 役
- 疵と掟3,4,5（2019年） - 探偵 役
- 極道の門6,7,8（2020年） - 新宿 東竜会片山組組長 片山大吾
- 闇金クイーン（2020年）- U字 役

### 舞台
- 大人計画 悪霊〜下女の恋〜（2001年）
- tick, tick...BOOM!（2003年）
- 大川わたり（2003年）
- マリー・アントワネット（2004年・2006年（再演））
- 大人計画 キレイ（2005年）
- グッドバイチャーリー（2005年）
- カラミティ・ジェーン（2008年）
- 狐笛の彼方（2011年）
- 星の王子さま  サン＝テグジュペリ物語（2018年）主演
- ヒット撃つまで僕たちは死ねない（2018年）主演
- DARKNESS HEELS～THE LIVE～2022（2022年）ワード・ロレッテ 役[12]
- ミュージカルKANO(2023年)主演[13]
- 私立探偵 濱マイク-遥かな時代の階段を-（2025年）[14]

### ラジオ
- ジャンクションストリート（BAY FM、1995年からパーソナリティ）
- ウラナビ!（ラジオ日本、2016年10月から2017年3月までパーソナリティ）
- くにまるジャパン極洋楽ジャパンX　セミレギュラー（文化放送）

### 声の出演
- ハイビジョン特集 城 王たちの物語「マイセン・幻の磁器の城」（2004年、NHKデジタル衛星ハイビジョン）

- 密着125日！京都「平安神宮神苑」大プロジェクト〜絶滅危惧種の危機　池底大清掃に挑んだ男たち〜（2020年BS日テレ）

オーディオブック
- 聴くドラマ聖書　ルカ役　ルカの福音書、使徒の働き、朗読（日本G&M文化財団制作 ）
- 夕あり朝あり朗読  三浦綾子著（日本G&M文化財団制作 ）

### パーソナリティー
- 真夜中の王国（1996年、NHK-BS2）

### CM
- ツーカー（1995年）
本木雅弘らと「ツーカーズ」という4人組バンドの設定だった。
- サントリー「鍋の季節の生ビール」（1995年）
香川照之、大久保博元（元プロ野球選手）と共演。3人とも相撲の力士の設定。
- カネボウ化粧品 96夏レビュー（1996年）
- サッポロビール 五穀まるごと生（1998年）
- JR東日本 「JR SKISKI」（1998年、ナレーション）

## ディスコグラフィー

### シングル
|     | 発売日         | タイトル          | 規格品番  | 収録曲                                                                          | 備考                                                                                  |
| --- | -------------- | ----------------- | --------- | ------------------------------------------------------------------------------- | ------------------------------------------------------------------------------------- |
| 1st | 1996年5月13日  | 夏の午後          | PHDL-1059 | 1. 夏の午後 2. いつかまためぐり逢えたら 3. 夏の午後（オリジナルカラオケ）       | 『夏の午後』 - TBS系金曜ドラマ『君と出逢ってから』主題歌 / オリコン最高15位、17.3万枚 |
| 2nd | 1997年10月15日 | 向日葵のうしろに… | PHDL-1077 | 1. 向日葵のうしろに… 2. 思い出の場所 3. 向日葵のうしろに…（オリジナルカラオケ） |                                                                                       |
| 3rd | 1998年8月12日  | あざやかな季節    | PHDL-1142 | 1. あざやかな季節 2. 君といた風景 3. あざやかな季節（Instrumental）             |                                                                                       |
| 4th | 1999年4月21日  | まほろばの丘で    | PHDL-1162 | 1. まほろばの丘で 2. 心のゆくえ 3. まほろばの丘で（Instrumental）               | 『まほろばの丘で』 - テレビ東京系連続ドラマ『ハッピー』主題歌                         |

### アルバム
|     | 発売日        | タイトル       | 規格品番  | 収録曲 | 備考             |
| --- | ------------- | -------------- | --------- | --- | ---------------- |
| 1st | 1996年6月26日 | After the Rain | PHCL-5030 | 1. 君との物語 2. いつでも君を見ている 3. 夏の午後 4. しあわせの形 5. 月のスプーン 6. After the Rain 7. 大切な君だから 8. いつかまためぐり逢えたら 9. 忘れ得ぬこと 10. 風の歌 -旅人のように- 11. 夏の午後（アルバムバージョン） | オリコン最高60位 |